# 中国科学院苏州纳米技术与纳米仿生研究所
中国科学院苏州纳米技术与纳米仿生研究所（简称中科院苏州纳米所）成立于2006年，由中国科学院与江苏省人民政府、苏州市人民政府和苏州工业园区共同出资创建，位于江苏省苏州市苏州工业园区若水路398号，独墅湖高教区内。研究所通过前沿学科交叉，把纳米技术与信息科学、生物学、物理学和化学等学科结合起来。